# Annette Kolodny
Annette Kolodny (geboren am 21. August 1941 auf Governors Island, New York City; gestorben am 11. September 2019 in Tucson, Arizona) war eine US-amerikanische Literatur- und Kulturkritikerin, deren Name eng mit dem Konzept des Ökofeminismus verbunden ist.

## Leben
Kolodny wurde 1941 auf Governors Island in New York City als Tochter einer Lehrerin und eines Zahnarztes geboren, der dort in der United States Army diente. Gemeinsam mit zwei Schwestern wuchs sie in Brooklyn auf und besuchte das Brooklyn College; nach ihrem Abschluss 1962 nahm sie eine Stelle in der Redaktion der internationalen Ausgabe des Magazins Newsweek an. Angesichts der mangelnden beruflichen Perspektiven für Frauen kündigte sie nach einem Jahr und begann ein Studium der Anglistik und Amerikanistik an der University of California, Berkeley, wo sie 1969 promovierte. Ihre erste Anstellung als Dozentin führte sie an die Yale University, wo sie Daniel Peters kennenlernte, den sie 1970 heiratete. Da Peters befürchtete, zum Militär eingezogen zu werden und im Vietnamkrieg dienen zu müssen, ging das Ehepaar wenig später nach Kanada, wo Kolodny eine Lehrstelle an der University of British Columbia annahm.
Im Jahr 1974 kehrten Kolodny – die jüdischen Glaubens war – und Peters in die USA zurück; Kolodny wurde daraufhin Dozentin an der University of New Hampshire (UNH). Ein Jahr später gelang ihr mit dem Buch The Lay of the Land (1975, siehe unten) der akademische Durchbruch, doch die UNH weigerte sich, Kolodny eine Professur anzubieten (tenure), wie es in einem solchen Fall üblich gewesen wäre. Daraufhin verklagte sie die Universität nach Title VII des Civil Rights Act of 1964 wegen Diskriminierung aufgrund ihres Daseins als Frau und aufgrund ihres jüdischen Glaubens. Erst nach fünf Jahren wurde der Prozess durch eine außergerichtliche Einigung beigelegt. Kolodny erhielt eine nie veröffentlichte Schadensersatzzahlung, die sie an die National Women’s Studies Association spendete, um dort einen juristischen Fonds zur Unterstützung von Akademikerinnen aufzubauen. In dieser Zeit arbeitete Kolodny nicht als Dozentin, sondern verdiente ihren Lebensunterhalt durch verschiedene Stipendien.
In den nächsten Jahren arbeitete Kolodny als Dozentin für die University of Maryland und das Rensselaer Polytechnic Institute, bevor sie 1988 von der University of Arizona in Tucson zur Dekanin des College of Humanities ernannt wurde. In den nächsten Jahren machte sie sich nicht zuletzt durch den Versuch einen Namen, mehr Frauen und Minderheiten an die Fakultät zu holen. Als sie sich fünf Jahre später von dieser Position zurückzog, verarbeitete sie ihre Erfahrungen als Dekanin in dem Buch Failing the Future: A Dean Looks at Higher Education in the Twenty-First Century (1998). Nach ihrem Rückzug als Dekanin blieb sie als Professorin für Amerikanistik der University of Arizona erhalten, ehe sie sich 2007 emeritierte. Im Ruhestand lebte sie weiterhin in Tucson und war als Literatur- und Kulturkritikerin tätig. Lebenslang an rheumatoider Arthritis erkrankt, nutzte sie in ihren letzten Jahren einen Rollstuhl. Im September 2019 starb sie 78-jährig in ihrer Wahlheimat Tucson an einer Infektion von Wunden, die durch langes Sitzen im Rollstuhl entstanden waren. Ein Vorlass übergab Kolodny der University of Arizona; die dort archivierten Papers of Annette Kolodny decken den Zeitraum von 1968 bis 1996 ab.
Kolodnys Forschungen wurden mit diversen Stipendien gefördert, darunter mit einem Guggenheim-Stipendium (1978). 2002 erhielt sie für ihre Lebenswerk die Jay B. Hubbell Medal der Modern Language Association. Seit 2002 vergibt die American Studies Association den Annette Kolodny Prize für Forschungsarbeiten auf dem Gebiet der environmental studies. Auf Betreiben der Planetenforscherin Laurel L. Wilkening wird an Kolodny mit einer Gedenkstelle auf der Women’s Plaza of Honor an der University of Arizona erinnert.

## Werk
Kolodny publizierte in ihrer wissenschaftlichen Laufbahn mehrere Bücher, wenngleich das Essay ihre präferierte Veröffentlichungsform blieb. Ihr Hauptbeschäftigungsgebiet war die feministische Literaturkritik, über die sie beispielsweise 1980 mit Dancing through the Minefield einen ihrer bekanntesten Essay veröffentlichte. Auch der fünf Jahre ältere Essay Some Notes on Defining a “Feminist Literary Criticism” gilt als „wegweisend“ (seminal). Ein dritter bedeutender Essay ist der ebenfalls 1980 veröffentlichte Text A Map for Rereading: Or, Gender and the Interpretation of Literary Texts. Schon früh in ihrer Karriere begann Kolodny, die feministische Literaturkritik mit der Umweltbewegung der 1960er Jahre in Verbindung zu bringen. Daraus entstand das Konzept des Ökofeminismus (ecofeminism), das Kolodny in den 1970er Jahren als eine der ersten US-Akademikerinnen zu vertreten begann. Kolodny verstand unter dem Ökofeminismus den Vergleich der menschlichen Unterwerfung der Natur mit der männlichen Unterdrückung der Frau. In ihrem Buch The Lay of the Land, das ihr 1975 den akademischen Durchbruch ermöglichte, verfolgte sie dieses Topos in der Literatur und Kultur der Westward Expansion der Vereinigten Staaten bis in die 1860er. 1984 vertiefte sie in The Land Before Her dieses Thema. Beide Bücher gelten heute als Standardwerke des Ökofeminismus.
Kolodny verfolgt mit der ökofeministischen Sichtweise eine historisierende Lesart literarischer Texte, die literarische Erzeugnisse nicht als ewige Produkte höherer Normen, sondern als Erzeugnisse der Werte, Normen und Konventionen ihrer Entstehungszeit verstand. Unter dieser Herangehensweise publizierte sie 1983 eine Edition von Nathaniel Hawthornes The Blithedale Romance (1852), in deren Einleitung sie das Werk von Hawthorne – einer der Hauptautoren des amerikanischen Standardkanons – historisierend einordnete. Aus ihrem Interesse am Konzept des Ökofeminismus heraus begann sich Kolodny zudem auch für die Literatur und Kultur der Native Americans zu interessieren. Mit diesem Thema setzte sie sich verstärkt in ihrem Spätwerk auseinander. Parallel zu ihrer Emeritierung 2007 gab sie eine Edition von Joseph Nicolars The Life and Traditions of the Red Man (1893) heraus, das als einer der bedeutendsten literarischen Texte eines Native Americans aus dem 19. Jahrhundert gilt. Fünf Jahre später argumentierte sie in ihrem Buch In Search of First Contact, dass die Vinland-Sagas die ersten europäischen Narrative sind, die einen Kontakt von Europäern mit den Native Americans belegen. Ausgehend davon untersuchte sie in dem Buch, welche Auswirkungen dieser Kontakt zum einen auf die Native Americans und deren Nachkommen, zum anderen auf die skandinavischen Siedler hatte.

## Veröffentlichungen
Monografien
- The Lay of the Land: Metaphor as Experience and History in American Life and Letters. University of North Carolina Press, Chapel Hill 1975. ISBN 0-8078-1241-2.
- The Land Before Her: Fantasy and Experience of the American Frontiers, 1630–1860. University of North Carolina Press, Chapel Hill 1984. ISBN 978-0-8078-4111-2.
- Failing the Future: A Dean Looks at Higher Education in the Twenty-first Century. Duke University Press, Durham 1998. ISBN 978-0-8223-2186-6.
- In Search of First Contact: The Vikings of Vinland, the Peoples of the Dawnland, and the Anglo-American Anxiety of Discovery. Duke University Press, Durham 2012. ISBN 978-0-8223-5282-2.

Herausgeberschaften
- Nathaniel Hawthorne: The Blithedale Romance. Penguin, New York 1983. ISBN 0-14-039028-6.
- Joseph Nicolar: The Life and Traditions of the Red Man. Duke University Press, Durham 2007. ISBN 978-0-8223-4009-6.